# Dalstjärnen (Häggdångers socken, Ångermanland)
Dalstjärnen är en sjö i Härnösands kommun i Ångermanland och ingår i Gådeån-Indalsälvens kustområde.